# حزب كولورادو (الأوروغواي)
حزب كولورادو هو حزب ليبرالي اشتراكي من الأوروغواي تأسس عام 1836 من قبل فروكتوسو ريفيرا.